# Dick Redmond
Dick Redmond (né le 14 août 1949 à Kirkland Lake en Ontario) est un joueur de hockey sur glace professionnel qui joua au poste de défenseur dans la Ligue nationale de hockey pour les North Stars du Minnesota, les Golden Seals de la Californie, les Black Hawks de Chicago, les Blues de Saint-Louis, les Flames d'Atlanta et les Bruins de Boston. Il est le frère de l'ancienne vedette de la LNH Mickey Redmond.

## Carrière
D'abord repêché par North Stars au premier tour du repêchage amateur de la LNH 1969, 5e au total, Redmond ne jouera que 16 matches chez les North Stars avant de passer aux Golden Seals avec Tommy Williams en retour de Wayne Muloin le 7 mars 1971; une saison et demie plus tard, il était échangé aux Black Hawks avec les droits sur Bobby Sheehan contre Darryl Maggs le 5 décembre 1972. Il passera cinq bonnes saisons chez les Hawks, amassant 227 points en 341 matches, avant d'être échangé aux Blues pour Pierre Plante le 9 août 1977. Son séjour à Saint-Louis fut bref, étant envoyé aux Flames d'Atlanta au bout de 28 matches avec Yves Bélanger, Bob MacMillan et le choix de second tour des Blues au repêchage d'entrée dans la LNH 1979 (Mike Perovich) contre Phil Myre, Curt Bennett et Barry Gibbs, le 12 décembre 1977. Il fut échangé pour la dernière fois de sa carrière le 6 septembre 1978 alors qu'il fut cédé aux Bruins en retour de Gregg Sheppard. Il passera 4 saisons à Boston avant de finalement prendre sa retraite.

## Statistiques
| Saison     | Équipe                          | Ligue      |     | Saison régulière | Saison régulière | Saison régulière | Saison régulière | Saison régulière |   | Séries éliminatoires | Séries éliminatoires | Séries éliminatoires | Séries éliminatoires | Séries éliminatoires |
| Saison     | Équipe                          | Ligue      | PJ  | B                | A                | Pts              | Pun              | PJ               | B | A                    | Pts                  | Pun                  |                      |                      |
| 1966-1967  | Petes de Peterborough           | OHA        | 46  | 2                | 7                | 9                | 77               |                  |   |                      |                      |                      |                      |                      |
| 1967-1968  | Petes de Peterborough           | OHA        | 52  | 7                | 28               | 35               | 84               |                  |   |                      |                      |                      |                      |                      |
| 1968-1969  | Black Hawks de Saint-Catharines | OHA        | 44  | 31               | 43               | 74               | 136              |                  |   |                      |                      |                      |                      |                      |
| 1968-1969  | Petes de Peterborough           | OHA        | 6   | 2                | 2                | 4                | 44               |                  |   |                      |                      |                      |                      |                      |
| 1969-1970  | Stars de l'Iowa                 | LCH        | 56  | 7                | 23               | 30               | 65               | 11               | 2 | 8                    | 10                   | 26                   |                      |                      |
| 1969-1970  | North Stars du Minnesota        | LNH        | 7   | 0                | 1                | 1                | 4                |                  |   |                      |                      |                      |                      |                      |
| 1970-1971  | Barons de Cleveland             | LAH        | 49  | 6                | 13               | 19               | 69               |                  |   |                      |                      |                      |                      |                      |
| 1970-1971  | North Stars du Minnesota        | LNH        | 9   | 0                | 2                | 2                | 16               |                  |   |                      |                      |                      |                      |                      |
| 1970-1971  | Golden Seals de la Californie   | LNH        | 11  | 2                | 4                | 6                | 12               |                  |   |                      |                      |                      |                      |                      |
| 1971-1972  | Golden Seals de la Californie   | LNH        | 74  | 10               | 35               | 45               | 76               |                  |   |                      |                      |                      |                      |                      |
| 1972-1973  | Golden Seals de la Californie   | LNH        | 24  | 3                | 13               | 16               | 22               |                  |   |                      |                      |                      |                      |                      |
| 1972-1973  | Black Hawks de Chicago          | LNH        | 52  | 9                | 19               | 28               | 4                | 13               | 4 | 2                    | 6                    | 2                    |                      |                      |
| 1973-1974  | Black Hawks de Chicago          | LNH        | 76  | 17               | 42               | 59               | 69               | 11               | 1 | 7                    | 8                    | 8                    |                      |                      |
| 1974-1975  | Black Hawks de Chicago          | LNH        | 80  | 14               | 43               | 57               | 90               | 8                | 2 | 3                    | 5                    | 0                    |                      |                      |
| 1975-1976  | Black Hawks de Chicago          | LNH        | 53  | 9                | 27               | 36               | 25               | 4                | 0 | 2                    | 2                    | 4                    |                      |                      |
| 1976-1977  | Black Hawks de Chicago          | LNH        | 80  | 22               | 25               | 47               | 30               | 2                | 0 | 1                    | 1                    | 0                    |                      |                      |
| 1977-1978  | Blues de Saint-Louis            | LNH        | 28  | 4                | 11               | 15               | 16               |                  |   |                      |                      |                      |                      |                      |
| 1977-1978  | Flames d'Atlanta                | LNH        | 42  | 7                | 11               | 18               | 16               | 2                | 1 | 0                    | 1                    | 0                    |                      |                      |
| 1978-1979  | Bruins de Boston                | LNH        | 64  | 7                | 26               | 33               | 21               | 11               | 1 | 3                    | 4                    | 2                    |                      |                      |
| 1979-1980  | Bruins de Boston                | LNH        | 76  | 14               | 33               | 47               | 39               | 10               | 0 | 3                    | 3                    | 9                    |                      |                      |
| 1980-1981  | Bruins de Boston                | LNH        | 78  | 15               | 20               | 35               | 60               | 3                | 0 | 1                    | 1                    | 2                    |                      |                      |
| 1981-1982  | Blades d'Érié                   | LAH        | 31  | 8                | 12               | 20               | 14               |                  |   |                      |                      |                      |                      |                      |
| 1981-1982  | Bruins de Boston                | LNH        | 17  | 0                | 0                | 0                | 4                | 2                | 0 | 0                    | 0                    | 0                    |                      |                      |
| Totaux LNH | Totaux LNH                      | Totaux LNH | 771 | 133              | 312              | 445              | 504              | 66               | 9 | 22                   | 31                   | 27                   |                      |                      |